# آندره گومیس
آندره فلیپه تاوارس گومیس (پرتغالی: André Filipe Tavares Gomes؛ زادهٔ ۳۰ ژوئیهٔ ۱۹۹۳) بازیکن فوتبال اهل پرتغال است که برای باشگاه لیل بازی می‌کند.
از باشگاه‌هایی که در آن بازی کرده‌است می‌توان به والنسیا، بنفیکا و باشگاه فوتبال بارسلونا اشاره کرد.
او در سال ۲۰۱۶ با رقم انتقال ۵۰ میلیون یورویی با بارسلونا به توافق رسید و به این تیم پیوست امّا در دو فصل حضورش در این تیم نتوانست خودش را اثبات کند و در سال ۲۰۱۸ به صورت قرضی به ازای ۲ میلیون یورو راهی باشگاه فوتبال اورتون شد. در سال ۲۰۱۹، خطای سون هیونگ مین از پشت و اوریه از روبرو با استوک روی مچ پایش باعث شکستگی مچ پای این بازیکن شد. علت اصلی شکستن پای گومیس فرود آمدن استوک اوریه روی مچ پای اوست.